# Харди, Джо
Джозеф Уэйн «Джо» Харди (англ. Joseph Wayne «Joe» Hardy, 27 июля 1952 года,  Оуэнсборо, Кентукки, США — 12 февраля 2019 года, Хьюстон, Техас, США) — американский продюсер, музыкант, звукорежиссёр, наиболее известен своей работой с группой ZZ Top, продолжавшейся с 1983 по 2018 год.

## Биография
Джо Харди родился в 1952 году. После окончания школы поступил в Центральный колледж в Данвилле, штат Кентукки, где начал играть в группе The Voice of Cheese. В 1972 году Харди впервые приехал в Мемфис, где участвовал в записи на Ardent Studio альбома группы, получившей контракт со Ardent Records. Группа вскоре распалась, а Джо Харди вскоре остался в Ardent Studio «по другую сторону стекла» . Первую самостоятельную работу Джо Харди сделал в 1977 году как звукорежиссёр, записав дебютный альбом Wanna' Meet The Scruffs? поп-группы The Scruffs. В 1979 году впервые выступил продюсером альбома Straight On группы DeGarmo and Key. 
Первой работой c ZZ Top для Джо Харди стала коррекция записи их наиболее успешного альбома Eliminator 1983 года (как участник записи не указан). Полноценно Джо Харди начал работать с ZZ Top с альбома 1985 года Afterburner. Для записи следующего альбома Recycler вернулся Терри Мэннинг, но с 1992 года Джо Харди работал с ZZ Top бессменно. В начале 2000-х годов Джо Харди оставил Arednt Studio и переселился в Хьюстон, почти полностью посвятив себя работе с ZZ Top и Билли Гиббонсом. В альбоме La Futura Джо Харди стал сопродюсером альбома, соавтором двух песен, а также исполнил партии клавишных. В дебютном сольном альбоме Билли Гиббонса Perfectamundo Харди, оставаясь сопродюсером, стал соавтором уже пяти песен, сыграл партии ритм-гитары, а также бас-гитары и бэк-вокала на отдельных треках. В следующем альбоме The Big Bad Blues Харди не участвовал в сочинении песен, но исполнил партию бас-гитары во всех песнях и остался сопродюсером альбома.  
Джо Харди за свою карьеру продюсировал и записывал альбомы ещё многих известных музыкантов. В его послужном списке например такие музыканты, как Элис Купер, Вивиан Кэмпбелл, Джеф Хили, Питер Сетера, The Replacements, The Hooters.
Джо Харди умер 12 февраля 2019 года в своём доме в Хьюстоне после непродолжительной болезни. Похоронен на кладбище Ressurection в Оуэнсборо  
Третий сольный альбом Билли Гиббонса Hardware посвящён памяти Джо Харди (hardware в данном случае — звукозаписывающая аппаратура)
Джо Рокман, басист и один из создателей Jeff Healey Band сказал, что: 
Джо был экспертом в области ранних методов цифровой записи, поэтому мы смогли в полной мере использовать 48-дорожечную запись и превосходные возможности, которые предоставляет цифра, особенно с многослойными гитарами Джеффа и с редактированием ударных. Юмористические манеры Джо в студии помогли облегчить процесс записи и микширования на фоне растущего внутреннего напряжения в группе.  
Оригинальный текст (англ.)Joe was an expert with early digital recording techniques so we were able to make full use of 48 tracks and digital’s superior capabilities, especially with Jeff’s multi-layered guitars and with drum edits. Joe’s humorous bedside manner in the studio helped ease the recording and mixing process amidst the band’s growing internal tensions.

Джеймс Колин сказал, что 
Когда  Джо Харди продюсировал мою вторую пластинку Sudden Stop в 1990 году, я почувствовал что попал в самые лучшие руки...Я всегда трепетал перед его интеллектом и неземными навыками работы с компьютером. Сдержанный, смешной до чёртиков и дерзкий.
Оригинальный текст (англ.)When Joe Hardy produced my second record Sudden Stop in 1990, I felt that and I was in the best possible hands...I was always in awe of his intellect and unworldly computer skills. Modest, funny as hell and irreverent

Билли Гиббонс отозвался на смерть Джо Харди как 
Мой друг Джо Харди сыграл огромную роль в нашей жизни. Он был настоящим новатором в той области, где многие работали просто по книжке. Он выбросил «книгу» и написал свою собственную. В результате наш узнаваемый звук, и почти всё, над чем он работал, вышли на новые звуковые границы
Оригинальный текст (англ.)My friend Joe Hardy played a huge role in our lives. He was a true innovator in a field where many just did it 'by the book.' He threw away 'the book' and wrote his own. The result took our audio signature and just about everything he worked on to new sonic frontiers.

Джо Харди в 1994 году резюмировал своё отношение к собственной работе
Как по мне, так вы играете музыку. Вы не работаете над музыкой. Никто не начинает делать эти вещи чтобы заработать. Вы начинаете играть музыку потому что это весело, и это важно — никогда не терять такое отношение.
Оригинальный текст (англ.)To me, you play music. You don’t work music. No one starts off doing this thing to make money. You got into music because it was fun, and it’s important to never lose sight of that